# 가르트나트 1세
가르트나트 1세(Gartnait I)는 531년에서 537년 사이 픽트인의 왕이다. 기롬(Girom)의 아들이다.
《픽트 편년사》에서는 가르트나트가 드레스트 4세와 칼트람 사이에 6년 또는 7년 재위했다고 한다.
연대기에서 기롬의 아들로 칭해지는 왕은 세 명이 있는데, 가르트나트 1세 외에 드레스트 4세와 칼트람이 있다. 이들 세명은 형제일 수도 있다.

## 참고 자료
- Anderson, Alan Orr, Early Sources of Scottish History A.D 500–1286, volume 1. Reprinted with corrections. Paul Watkins, Stamford, 1990. ISBN 1-871615-03-8
- Pictish Chronicle